# Archeologie v Izraeli

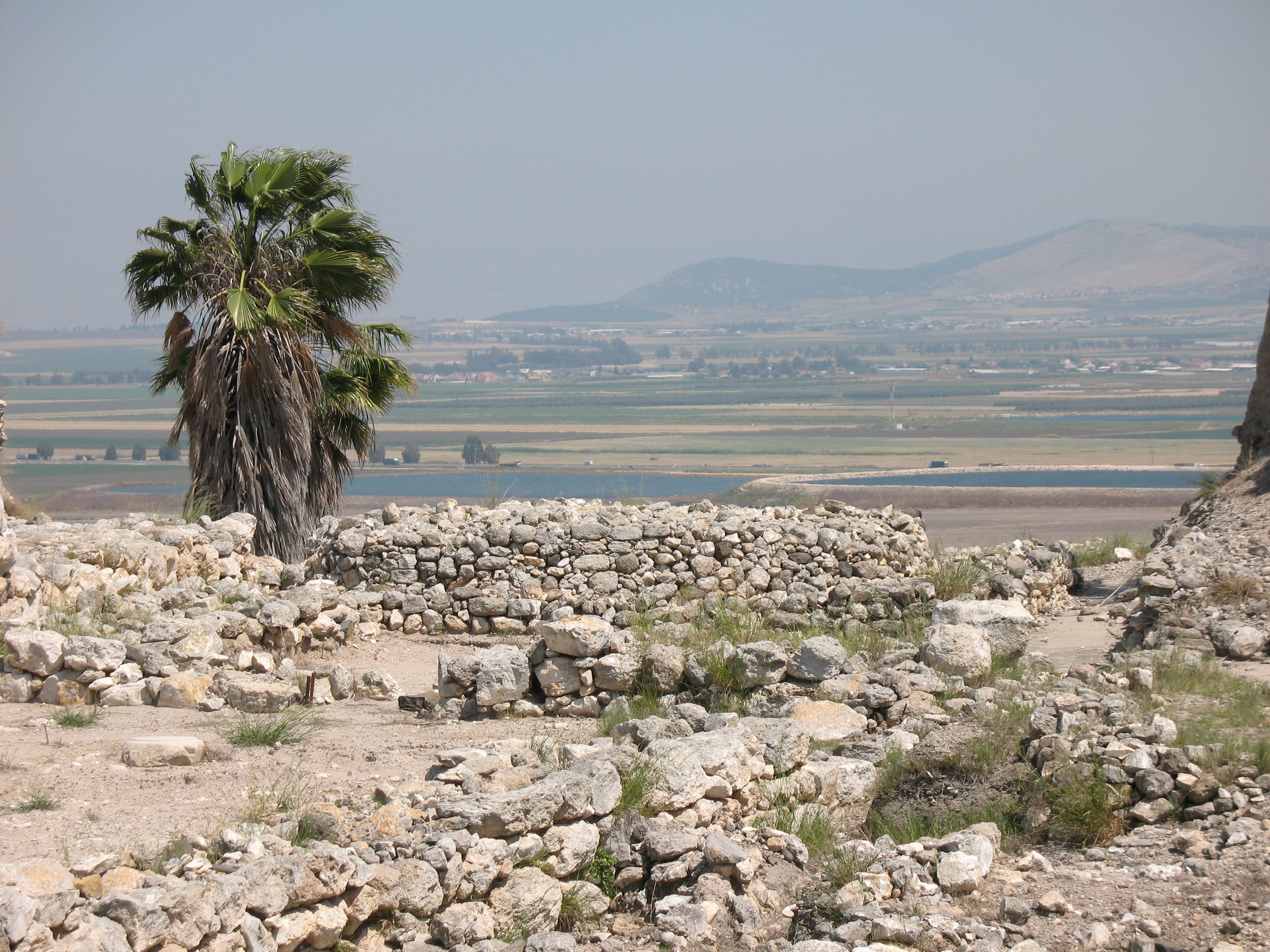
Trosky Megida, v pozadí Jizre'elské údolí

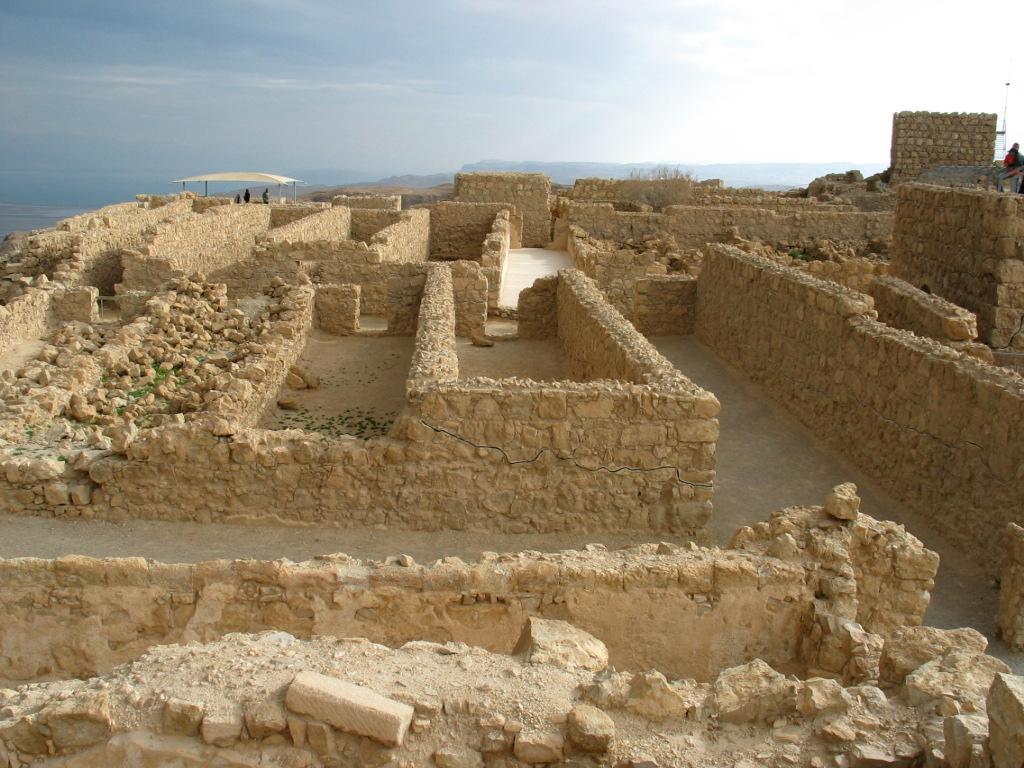
Masada

Archeologický výzkum v Izraeli probíhá intenzivně v rámci univerzit a specifickým odvětvím archeologie v Izraeli je biblická archeologie. Archeologický výzkum oblasti starověkého Izraele započal v 19. století. Problém biblické archeologie byl však v tom, že většině archeologů nálezy nesloužily k rekonstrukci historie, ale k dokazování pravdivosti Bible. Tento způsob však vedl na scestí, protože mezi přibývajícími nálezy a biblickým textem se objevovaly stále závažnější rozpory.
V minulosti došlo k nenapravitelným ztrátám na archeologickém dědictví Izraele, a to vinou palestinských Arabů. V roce 1999 zničili muslimové na Chrámové hoře na 18 000 m3 archeologického materiálu, jenom proto, aby zahladili všechny stopy židovského původu tohoto místa.
Odkrývání archeologických nalezišť probíhá poměrně rychle a vše je vedeno podle nejvyšších standardů. Archeologové se každý rok navracejí do množství klíčových lokalit, které byly vybrány pro jejich vědecký a kulturní význam. V současné době probíhají vykopávky mimo jiné v Aškelonu, Chacoru, Megidu, Gamle a Rechovu.
V první polovině roku 2008 byla při dělnických pracích v západní Galileji náhodně objevena velká stalaktitová jeskyně s velkým množstvím prehistorických artefaktů. Jde o unikátní nález, který nemá v uplynulém půl století obdoby. Vedoucí archeologických prací, Dr. Marder prohlásil: „Uvnitř je nahromaděná půda, obsahující řadu pazourkových nástrojů, které byly otesány člověkem, a různé pozůstatky zvířat, které dnes již v naší zemi nežijí, jako je červený jelen, daněk, bizon a dokonce pozůstatky medvědů.“ Podle předběžných odhadů pochází nálezy z mladého paleolitu (40 000 – 10 000 př. n. l.).